# Copa Norte 1998
La Copa Norte 1998 è stata la 2ª edizione della Copa Norte.

## Formula
Le otto squadre partecipanti (una per ogni stato) si affrontano in un torneo a eliminazione diretta in gare di andata e ritorno. Il club vincitore ottiene un posto per gli ottavi di finale di Coppa CONMEBOL 1998.

## Partecipanti
| Stato    | Squadra (Città)                  |
| -------- | -------------------------------- |
| Acre     | Rio Branco-AC (Rio Branco)       |
| Amapá    | Ypiranga-AP (Macapá)             |
| Amazonas | São Raimundo-AM (Manaus)         |
| Maranhão | Sampaio Corrêa (São Luís)        |
| Pará     | Paysandu (Belém)                 |
| Piauí    | Picos (Picos)                    |
| Rondônia | Ouro Preto (Ouro Preto do Oeste) |
| Roraima  | São Raimundo-RR (Boa Vista)      |

## Risultati

### Quarti di finale
| Squadra 1       | Totale | Squadra 2      | Andata | Ritorno           |
| --------------- | ------ | -------------- | ------ | ----------------- |
| Ouro Preto      | 2 – 3  | Rio Branco-AC  | 0 – 2  | 2 – 1             |
| São Raimundo-AM | 3 – 3  | Paysandu       | 3 – 0  | 0 – 3 (3-2 dtr)   |
| São Raimundo-RR | 1 – 15 | Sampaio Corrêa | 1 – 5  | 0 – 10            |
| Ypiranga-AP     | 3 – 3  | Picos          | 2 – 2  | 1 – 1 (11-10 dtr) |

### Semifinali
| Squadra 1      | Totale | Squadra 2       | Andata | Ritorno |
| -------------- | ------ | --------------- | ------ | ------- |
| Rio Branco-AC  | 3 – 6  | São Raimundo-AM | 2 – 1  | 1 – 5   |
| Sampaio Corrêa | 4 – 1  | Ypiranga-AP     | 2 – 0  | 2 – 1   |

### Finale
| Squadra 1       | Totale | Squadra 2      | Andata | Ritorno         |
| --------------- | ------ | -------------- | ------ | --------------- |
| São Raimundo-AM | 2 – 2  | Sampaio Corrêa | 1 – 0  | 1 – 2 (0-3 dtr) |